# Delicate Sound of Thunder
A Delicate Sound of Thunder egy dupla koncertlemez a David Gilmour által vezetett Pink Floydtól. A felvételek a Long Island-i Nassau Coliseumban készültek, öt előadás anyagából 1988 augusztusában. A felvett anyagot 1988 szeptemberében keverték a londoni Abbey Road stúdióban.
Az album 1988-ban jelent meg dupla LP, dupla kazetta és dupla CD formában, a megjelenési formákon némileg változott a számok listája. Az album nagyon sok dalt foglal magában az 1987-es A Momentary Lapse of Reason lemezről, de helyet kaptak korábbi nagy albumok dalai is.
Az egyik koncert anyagát filmre vették, ez Delicate Sound of Thunder címmel jelent meg.

## Számok
A következő lista a dupla CD-n található számok listája. Az összes dalban David Gilmour énekel, kivéve ahol ezt feltüntettük. 

### Disc one
1. Shine On You Crazy Diamond, Pts. 1-5 (David Gilmour/Richard Wright/Roger Waters) – 11:54
  - A Wish You Were Here című albumról.
2. Learning to Fly (David Gilmour/Anthony Moore/Bob Ezrin/Jon Carin) – 5:27
  - Az A Momentary Lapse of Reason című albumról.
3. Yet Another Movie (David Gilmour/Patrick Leonard) – 6:21
  - Az A Momentary Lapse of Reason című albumról.
4. Round and Around (David Gilmour) – 0:33
  - Az A Momentary Lapse of Reason című albumról.
  - Instrumentális
5. Sorrow (David Gilmour) – 9:28
  - Az A Momentary Lapse of Reason című albumról.
6. The Dogs of War (David Gilmour/Anthony Moore) – 7:19
  - Az A Momentary Lapse of Reason című albumról.
7. On the Turning Away (David Gilmour/Anthony Moore) – 7:57
  - Az A Momentary Lapse of Reason című albumról.

### Disc two
1. One of These Days (David Gilmour/Richard Wright/Nick Mason/Roger Waters) – 6:16
  - A Meddle című albumról.
  - Instrumentális
2. Time (David Gilmour/Richard Wright/Nick Mason/Roger Waters) – 5:16
  - A The Dark Side of the Moon című albumról.
  - Vezető ének: David Gilmour és Richard Wright
3. Wish You Were Here (David Gilmour/Roger Waters) – 4:49
  - A Wish You Were Here című albumról.
4. Us and Them (Richard Wright/Roger Waters) – 7:22
  - A The Dark Side of the Moon című albumról.
5. Money (Roger Waters) – 9:52
  - A The Dark Side of the Moon című albumról.
6. Another Brick in the Wall (Roger Waters) – 5:29
  - A The Wall című albumról.
7. Comfortably Numb (David Gilmour/Roger Waters) – 8:56
  - A The Wall című albumról.
  - Vezető ének: David Gilmour és Guy Pratt
8. Run Like Hell (David Gilmour/Roger Waters) – 7:12
  - A The Wall című albumról.
  - Vezető ének: David Gilmour és Guy Pratt.

## Érdekességek
- A Delicate Sound of Thunder volt az első rock album, amit lejátszottak az űrben. A dupla kazettát egy szovjet asztronauta vitte magával a Szojuz–7-re. A felbocsátásnál a Pink Floyd tagjai is jelen voltak.
- A dupla LP-n nem szerepel az Us and Them.
- A dupla LP-n és a dupla kazettán a Wish You Were Here az Another Brick in the Wall (part 2) és a Comfortably Numb között kapott helyet.

## Közreműködők
- David Gilmour – gitár, ének
- Nick Mason – dob, ütőhangszerek
- Richard Wright – billentyű, ének
- Tim Renwick – gitár, ének
- Jon Carin – billentyű, ének
- Guy Pratt – basszusgitár, ének
- Gary Wallis – ütőhangszerek
- Scott Page – szaxofon, gitár
- Margret Taylor – háttérének
- Rachel Fury – háttérének
- Durga McBroom – háttérének
- Buford Jones – hangmérnök
- David Hewitt – hangmérnök asszisztens
- Storm Thorgerson – borító és grafika
- Dimo Safari – fényképek
- Doug Sax – keverés

## Helyezések

### Albumok
| Év   | Lista               | Pozíció |
| ---- | ------------------- | ------- |
| 1988 | The Billboard 200   | 11      |
| 1988 | Billboard CD Charts | 5       |